# Maria Vogt
Maria Vogt (* 22. April 1980 in Steinheim am Albuch) ist eine deutsche Theater- und Filmschauspielerin.

## Leben
Ihre Schauspielausbildung erhielt Vogt an der Schauspielschule der Keller im Theater der Keller in Köln. Nach ihrem Studium spielte sie unter anderem am Schauspiel Bonn und Schauspielhaus Hamburg. Nach fünf Jahren Festengagement am Mainfranken Theater Würzburg arbeitet Vogt seit August 2010 als freie Schauspielerin u. a. am Staatstheater Nürnberg. Ihr Fernsehdebüt gab sie bereits 2002 in der ZDF-Krimiserie Wilsberg und der Tote im Beichtstuhl. Neben weiteren Fernsehproduktionen spielte sie 2006 in der Jugendserie Paulas Sommer die Hauptrolle der 15-jährigen Paula. 2010 feierte sie mit der Rolle der Bibbi ihr Kinodebüt in der von 20th Century Fox später auf DVD veröffentlichten Produktion 13 Semester. 2011 wurde sie u. a. mit dem Bayerischen Kunstförderpreis ausgezeichnet.

## Filmografie (Auswahl)
- 2002: Der gemeine Liguster (Regie: Nana Neul)
- 2002: Wilsberg: Wilsberg und der Tote im Beichtstuhl (Regie: Manuel Siebenmann)
- 2006: Paulas Sommer (Regie: Brigitta Dresewski)
- 2007: Von Abenteuern und Herzen (Regie: Malina Poranzke)
- 2009: 13 Semester (Regie: Frieder Wittich)

## Theater
- 2003: Schauspiel Bonn
- 2005: Mainfranken Theater Würzburg
- 2010: Staatstheater Nürnberg

## Auszeichnungen
- 2007: Theaterförderpreis Würzburg
- 2009: Beste Darstellerin der Schülerjury bei den Bayerischen Theatertagen in Coburg
- 2009: Schauspielförderpreis der Jury bei den Bayerischen Theatertagen in Coburg
- 2011: Bayerischer Kunstförderpreis in der Sparte Darstellende Kunst[1]